# Chirurgie cardiovasculară
Chirurgia cardiovasculară este specialitatea chirurgicală care se ocupă cu diagnosticul și tratamentul chirurgical al bolilor cardiovasculare (afecțiuni congenitale, afecțiuni dobândite, afecțiuni ale vascularizației cordului, anevrisme, disecții sau ocluzii ale trunchiurilor cranio-braheo-cefalice, arterelor, venelor și limfaticelor). Chirurgia cardiovasculară de folosește frecvent pentru a trata complicații ale bolilor cardiace ischemice (de exemplu, by-pass aorto-coronarian), corecția bolilor congenitale de inimă, sau de tratament ale bolilor cardiace valvulare dobândite din diverse cauze incluzând endocardita, boli reumatismale cardiace și ateroscleroze. Acestea includ de asemenea transplanturile cardiace.

### Operație pe cord deschis
Operația pe cord deschis este o intervenție chirurgicală, în care inima pacientului este deschisă și se efectuează intervenție chirurgicală pe structurile interne ale inimii. Acest procedeu a fost descoperit de dr. Wilfred G. Bigelow de la Universitatea din Toronto care a constatat că  intervenția asupra patologiolor intracardiace se pot efectua mai bine, într-un mediu nemișcat și fără curgerea sângelui în zona operată. 
Metoda presupune că inima trebuie să fie oprită și drenată de sânge. Prima corecție intracardiacă cu succes a unui defect congenital cardiac s-a efectuat la 2 septembrie 1952 de Dr. C. Walton Lillehei și Dr. F. John Lewis la Universitatea din Minnesota folosind hipotermia. 
În anul următor, în chirurgul sovietic Aleksandr Aleksandrovich Vishnevskiy a efectuat prima intervenție chirurgicală cardiacă sub anestezie locală.
Chirurgii și-au dat seama de limitările hipotermiei - operațiile complexe intracardiace necesită mai mult timp și pacientul are nevoie de fluxul sangvin pentru organism, în special pentru creier. Pacientul are nevoie de funcția inimii și cea pulmonară furnizate printr-o metodă artificială, de unde termenul de bypass cardiopulmonar. Dr. John Heysham Gibbon de la Jefferson Medical School din Philadelphia, a raportat în 1953 prima utilizare cu succes a  circulației extracorporeale, prin intermediul unui oxigenator, dar a abandonat metoda, dezamăgit de eșecuri ulterioare. În 1954, Dr. Lillehei a realizat o serie de succese cu operații la care mama sau tatăl pacientului erau folosiți ca „aparat extern cardio-pulmonar”.
Dr. John W. Kirklin de la Clinica Mayo din Rochester, Minnesota, a început folosirea pompei-oxigenator de tip Gibbon într-o serie de operații cu succes care a fost urmat curând de chirurgi din diferite părți ale lumii.
Dr.Nazih Zuhdi a efectuat prima intervenție cu hemodiluție totală pe cord deschis pe Terry Gene Nix, în vârstă vârsta de 7 ani pe 25 februarie 1960, la Spitalul Mercy, Oklahoma City. Operația a fost un succes, cu toate acestea, Nix a murit trei ani mai târziu, în 1963.

### Operații cardiace moderne pe cord bătând
Începând cu anii 1990, chirurgii au început să efectueze by-pass aorto-coronarian pe cord bătând (OPCABG) fără by-pass cardiopulmonar menționat anterior.
În aceste operațiuni, inima bate în timpul intervenției chirurgicale, dar este stabilizată pentru a oferi o zonă de lucru aproape fără mișcare la care vasele sangvine ocolesc zona blocată, prin folosirea endoscopului.

### Operații cardiace minim invazive

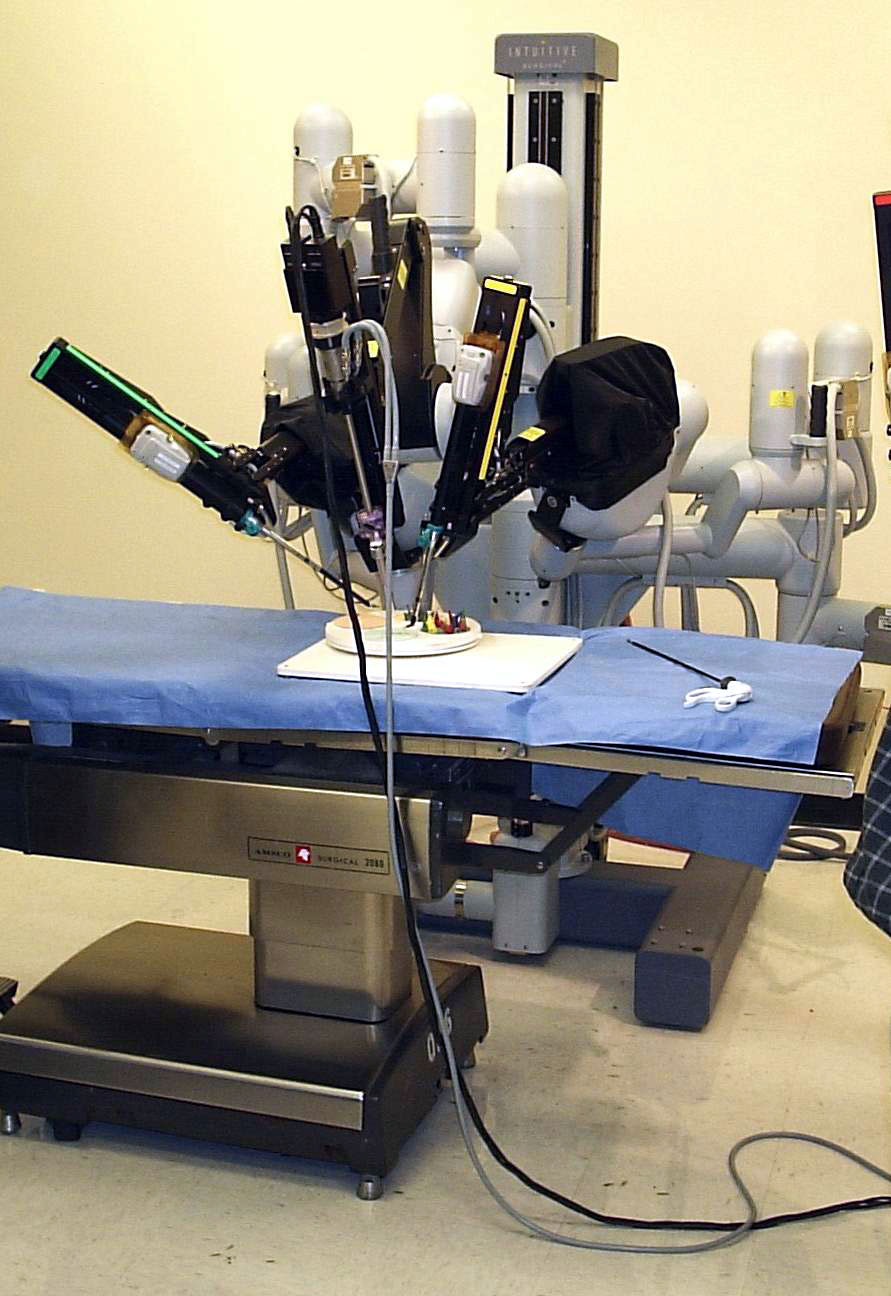
Aparatură medicală pentru operaţie laparoscopică

Aceste operații sunt asistate de robot folosind metoda laparoscopică, unde aparatura este acționată de chirurg. Avantajul metodei constă în faptul că incizia făcută este foarte mică în comparație cu operații clasice unde incizia are o mărime astfel ca chirurgul să-ți poată introduce mâinile, rămân doar trei găuri prin care sunt introduse brațele „robotului”.  